# Старр, Генри
Генри Джордж Старр (англ. Henry George Starr); 2 декабря 1873, рядом с Форт-Гибсоном, США — 22 февраля 1921, рядом с Гаррисоном, США) — американский преступник времён Дикого Запада. Считается первым преступником, который использовал автомобиль при ограблении банка. Предполагается, что за свою «карьеру» ограбил 21 банк, то есть больше, чем банда Джеймса и банда Далтонов вместе взятые.

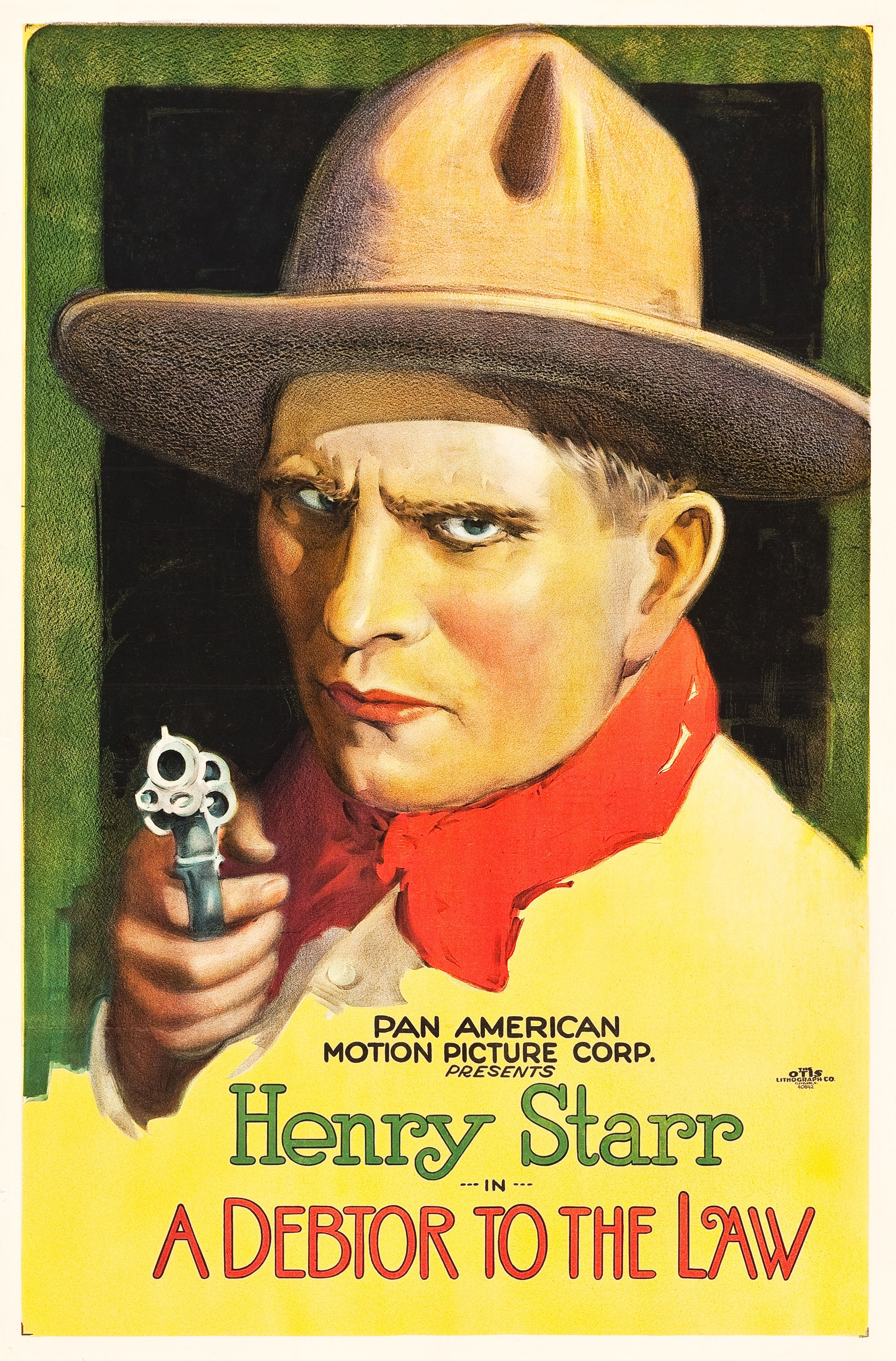
1

## Биография
Родился 2 декабря 1873 года неподалёку от Форт-Гибсона на индейской территории. Отец — Джордж Старр, наполовину чероки. Мать — Мэри Скот Старр, ирландского происхождения и на одну четверть чероки. Дед Генри, Том Старр, был преступником. Дядя, Сэм Старр, был женат на Белль Старр, «Королеве бандитов».
В 1886 году отец Генри умер. Его жена осталась на ферме одна с тремя детьми. Через несколько месяцев она вышла замуж за мужчину по имени Си Эн Уокер, который ненавидел Генри. Ещё через несколько месяцев Генри ушёл из дома.
Когда Генри было 16 лет, он работал на ранчо недалеко от Новаты. Однажды, когда Генри ехал на повозке в город, два заместителя маршала арестовали его за перевозку спиртных напитков. Старр утверждал, что одолжил фургон, не зная, что в нём находится виски. В декабре 1891 года арестован за кражу лошади. Свою вину отрицал. Был заключён в Форт-Смит, Арканзас. Его кузен внёс залог, чтобы освободить Генри.
Старр объединился с Эдом Ньюкомом и Джесси Джексоном. Банда начала грабить магазины и железнодорожные склады. В июле 1892 года ограбили депо Новаты на 1700 долларов. В ноябре 1892 года ограбили магазин Шуфельдта в Ленапахе на 300 долларов и магазин Картера в Секвойе на 180 долларов.
Маршалы Генри Дики и Флойд Уилсон шли по следу Старра. В декабре 1892 года они прибыли на «Ранчо Сюй» Артура Доджа, где рассчитывали встретить банду Старра. Они допросили Доджа, который сказал, что не знаком лично со Старром, но видел его на ранчо несколько раз. Маршалы обыскали окрестности, но не нашли следов банды. 13 декабря Додж сообщил маршалам, что видел Старра на ранчо в этот день. Уилсон бросился в погоню за Старром. Уилсон нашёл Старра в проёме на Вулф Крик. Уилсон приказал Генри сдаться, но тот не отреагировал. Уилсон заявил, что у него есть ордер на его арест. Затем, Уилсон сделал предупредительный выстрел над головой Старра. Старр открыл огонь, завязалась перестрелка. Уилсон был тяжело ранен и упал на землю. Старр добил маршала, вскочил на лошадь и уехал. Когда подоспел маршал Дики, Старра уже не было на месте.
Индейская полиция взяла след Старра рядом с Бартлсвиллем. 20 января 1893 года произошла перестрелка, но Старру удалось сбежать.
Генри объединился с Фрэнком Чейни. Вместе они ограбили железнодорожное депо MKT на 180 долларов и магазин Хейдена в Шото на 390 долларов. В феврале они ограбили железнодорожное депо и универсальный магазин в Иноле, взяв 220 долларов. 28 марта 1893 года они впервые ограбили банк. Жертвой стал «Caney Valley Bank» в Кейни, Канзас. Преступники похитили оттуда 4900 долларов. Через месяц они впервые ограбили поезд: похитили 6000 долларов с пассажирского поезда в Прайор Крик.
Решил ограбить Народный банк Бентонвилля, Арканзас. 5 июня 1893 года Старр с четырьмя напарниками въехал в город. Жители городка сразу узнали Старра. Когда Генри и Кид Уилсон только вошли в банк, по городу уже пошла тревожная новость об ограблении. Началась стрельба. Банда бежала из города, взяв 11000 долларов.
За Старра была назначена награда в 5000 долларов. Генри, Кид Уилсон и одна женщина сели на поезд в Эмпории, Канзас. Собирались отправиться в Калифорнию. По дороге они остановились в Колорадо-Спрингс. 3 июля 1893 года зарегистрировались в доме Сполдинга. Генри зарегистрировался под именем Фрэнк Джонсон из Джоплина, Миссури. Офицеры арестовали Старра в ресторане. Позже был арестован и Уилсон. В доме Сполдинга они забрали женщину, которая призналась, что была женой Старра 6 месяцев. В ходе обыска в комнате, служители закона обнаружили 1460 долларов в валюте и около 500 долларов в золоте. 13 июля 1893 года Старр и Уилсон были возвращены в Форт-Смит, Арканзас, чтобы предстать перед судом. Старру были предъявлены 13 пунктов обвинения в ограблениях и 1 пункт обвинения в убийстве. Судья Айзек Паркер признал Старра виновным и приговорил к повешению. Адвокаты Генри обжаловали приговор, а Верховный Суд отменил решение Паркера и назначил новое судебное разбирательство. Старр снова был признан виновным и приговорён к повешению. Адвокаты снова подали апелляцию и добились нового суда. На третьем судебном процессе Генри признал себя виновным в непредумышленном убийстве. Приговорён к 15 годам тюрьмы: 3 года за непредумышленное убийство, 12 — за несколько пунктов грабежей. 15 января 1898 года перевезён в федеральную тюрьму в Колумбусе, Огайо. Когда Старр находился в тюрьме в Форт-Смит там произошла попытка побега. Кроуфорд Голдсби (он же Чероки Билл) попытался вырваться на свободу и устроил перестрелку с охраной. Генри предложил сделку охранникам — он разоружит Чероки Билла, а те не станут его убивать. Старр и Билл были старыми знакомыми. Генри удалось убедить друга, что у него нет шансов на побег и тот отдал Старру свой револьвер. Старр передал оружие охранникам.
В 1901 году Генри с помощью своей семьи и Правительства племени чероки подал прошение о помиловании. Президент Теодор Рузвельт сократил срок Старра. 16 января 1903 года Генри был освобождён из тюрьмы. Вернулся в Талсу. Работал в ресторане своей матери. В сентябре 1903 года женился во второй раз. Супругу звали Олли Гриффин. В 1904 году у пары родился сын, Теодор Рузвельт Старр. Некоторое время вёл честную жизнь. Вскоре, чиновники из Арканзаса начали требовать экстрадиции Старра за ограбление в Бентонвилле в 1893 году. Генри отправился в Осейдж Хиллс, воссоединившись со своими старыми партнёрами.
13 марта 1908 года банда ограбила банк в Тайро, Канзас. Не смотря на последовавшее преследование отрядом из 20 человек, преступникам удалось уйти. Затем, Генри и Кид Уилсон отправились на запад. В мае ограбили банк в Амити, Колорадо на 1100 долларов. Вскоре после ограбления Генри и Кид разошлись. Летом и осенью 1908 года Старр скрывался от закона в Нью-Мексико и Аризоне. Отправил письмо другу в Талсе, но предполагаемый друг предал его. 13 мая 1908 года Старр был арестован, чтобы быть экстрадированным в Колорадо. 24 ноября 1908 года Генри признал себя виновным в ограблении Амити и был приговорен к сроку от 7 до 25 лет в тюрьме Кэнон-Сити, Колорадо. Во время своего заключения Генри работал попечителем, изучал право в тюремной библиотеке и написал автобиографию под названием «Захватывающие события, жизнь Генри Старра». В 1912 году развёлся с Олли. 24 сентября 1913 года он был условно освобождён губернатором при условии, что никогда не покинет Колорадо. Старр не сдержал своего обещания, вернувшись в Оклахому.
В период с сентября 1914 по январь 1915 года совершил 14 ограблений банков в Оклахоме. 8 сентября ограбил «Keystone State Bank» в Кистоуне на 3000 долларов. 30 сентября ограбил «Keifer Central Bank» в Кифере на 6400 долларов. 6 октября ограбил «Farmers’ National Bank» в Тупело на 800 долларов. 14 октября ограбил «Pontotoc Bank» в Понтотоке на 1100 долларов. 20 октября ограбил «Byars State Bank» в Биарсе на 700 долларов. 13 ноября ограбил «Farmers State Bank» в Гленко на 2400 долларов. 20 ноября ограбил «Citizens State Bank» в Уордвилле на 800 долларов. 16 декабря ограбил «Prue State Bank» в Прю на 1400 долларов. 29 декабря ограбил «Carney State Bank» в Карни на 2853 доллара. 4 января ограбил «Oklahoma State Bank» в Престоне. 5 января ограбил «First National Bank» в Овассо на 1500 долларов. 12 января ограбил «First National Bank» в Терлтоне на 1800 долларов и «Garber State Bank» в Гарбере на 2500 долларов. 13 января ограбил «Vera State Bank» в Вере на 1300 долларов. Власти штата объявили награду в 15000 долларов за поимку грабителей банков и 1000 долларов за голову Старра. Пока преступника искали по его старым укрытиям, сам Генри всё это время жил в Талсе, всего в двух кварталах от шерифа округа.
27 марта 1915 года Старр с шестью напарниками въехал в город Страуд, Оклахома. План состоял в том, чтобы ограбить два банка одновременно. Граждане взяли в руки оружие и выступили против бандитов. Началась перестрелка. Генри и Льюис Эстес были ранены и схвачены. Остальные бандиты сбежали, взяв 5815 долларов. 2 августа 1915 года предстал перед судом и признал себя виновным в ограблении Страуда. Приговорён к 25 годам лишения свободы. Переведён в тюрьму в Макалестере, Оклахома. Находясь в тюрьме, начал говорить о глупости преступной жизни, призывая молодых людей зарабатывать деньги законным образом. 15 марта 1919 года был выпущен на свободу.
Выйдя на свободу, бывший бандит действительно стал вести честную жизнь. Сыграл самого себя в фильме «Должник закона». 22 февраля 1920 года женился на Марте Ллевеллин из Саллисоу. Пара переехала в Клэрмор, Оклахома.
Генри не долго смог жить честной жизнью. 18 февраля 1921 года Старр с тремя напарниками въехал в Гаррисон, Арканзас. Банда ограбила Народный государственный банк на 6000 долларов. Генри был ранен выстрелом в спину. Напарники сбежали, бросив его. Старра схватили и повезли в тюрьму. Врачи извлекли пулю. 22 февраля Генри Старр скончался от последствий ранения.

## Фильмография
| Год  |   | Русское название | Оригинальное название | Роль  |
| ---- | - | ---------------- | --------------------- | ----- |
| 1919 | ф | Должник закона   | A Debtor to the Law   | камео |